# سقوط آنتونوف ای‌ان-۲۶ نیروی هوایی سوریه (۲۰۱۵)
در ۱۸ ژانویه ۲۰۱۵، یک آنتونوف ای‌ان-۲۶ که توسط نیروی هوایی سوریه اداره می‌شد، در حالی که سعی در فرود در فرودگاه نظامی محاصره شده ابوالظهور در استان ادلب استان سوریه داشت سقوط کرد. هواپیما حامل سرباز و تجهیزات نظامی و مهمات بود. در هواپیما ۳۵ نفر از جمله ۳۰ سرباز سوری و ۵ کارشناس نظامی ایرانی حضور داشتند.
رسانه‌های دولتی سوریه و دیده‌بان حقوق بشر سوریه اعلام کردند که این سقوط به دلیل مه سنگین یا «مسائل فنی» رخ داده‌است که باعث برخورد هواپیما با خطوط انتقال برق شده‌است. با این حال، گروه جبهة النصره وابسته به القاعده ادعا کرد که آنها هواپیما را سرنگون کرده‌اند.
رسانه‌های سوریه نام ۳۰ سرباز سوری را که در این حادثه کشته شده بودند تهیه و منتشر کردند. سرهنگ حسین الیوسف از فرماندهان ارتش سوریه، جز کشته شدگان این حادثه بود. به گفته دیدبان حقوق بشر سوریه، ۱۳ افسر سوری نیز در این حادثه جان باختند.